# Christian Poulsen
Christian Bjørnshøj Poulsen (n. 28 februarie 1980) este un fotbalist danez retras din activitate. El a fost convocat constant la echipa națională de fotbal a Danemarcei de la debutul în 2001. A evoluat în 92 de meciuri pentru națională, marcând 6 goluri. El a reprezentat Danemarca la Campionatul Mondial de Fotbal 2002, Campionatul Mondial de Fotbal 2010 și la Euro 2004.

## Statistici carieră

### Club
|               |               |                | Campionat | Campionat | Cupă            | Cupă            | Continental | Continental | Altele  | Altele | Total   | Total  |
| Sezon         | Club          | Campionat      | Meciuri   | Goluri    | Meciuri         | Goluri          | Meciuri     | Goluri      | Meciuri | Goluri | Meciuri | Goluri |
| Denmark       | Denmark       | Denmark        | League    | League    | Cupa Danemarcei | Cupa Danemarcei | Europa1     | Europa1     | Altele  | Altele | Total   | Total  |
| ------------- | ------------- | -------------- | --------- | --------- | --------------- | --------------- | ----------- | ----------- | ------- | ------ | ------- | ------ |
| 2000–01       | FC Copenhaga  | Superligaen    | 15        | 2         | 0               | 0               | –           | –           | –       | –      | 15      | 2      |
| 2001–02       | FC Copenhaga  | Superligaen    | 30        | 8         | 0               | 0               | 3           | 0           | –       | –      | 33      | 8      |
| Germany       | Germany       | Germany        | League    | League    | DFB Pokal       | DFB Pokal       | Europe      | Europe      | Other   | Other  | Total   | Total  |
| 2002–03       | Schalke 04    | Bundesliga     | 24        | 1         | 2               | 0               | 5           | 1           | 2       | 0      | 28      | 2      |
| 2003–04       | Schalke 04    | Bundesliga     | 27        | 0         | 2               | 1               | 6           | 0           | –       | –      | 35      | 1      |
| 2004–05       | Schalke 04    | Bundesliga     | 32        | 0         | 6               | 0               | 10          | 0           | –       | –      | 48      | 0      |
| 2005–06       | Schalke 04    | Bundesliga     | 28        | 2         | 2               | 0               | 14          | 1           | 2       | 0      | 46      | 3      |
| Spain         | Spain         | Spain          | League    | League    | Copa del Rey    | Copa del Rey    | Europe      | Europe      | Other   | Other  | Total   | Total  |
| 2006-07       | Sevilla       | La Liga        | 33        | 1         | 2               | 0               | 16          | 1           | –       | –      | 51      | 2      |
| 2007–08       | Sevilla       | La Liga        | 29        | 3         | 0               | 0               | 10          | 0           | 1       | 0      | 40      | 3      |
| Italy         | Italy         | Italy          | League    | League    | Coppa Italia    | Coppa Italia    | Europe      | Europe      | Other   | Other  | Total   | Total  |
| 2008–09       | Juventus      | Serie A        | 23        | 1         | 0               | 0               | 3           | 0           | –       | –      | 26      | 1      |
| 2009–10       | Juventus      | Serie A        | 25        | 0         | 0               | 0               | 6           | 0           | –       | –      | 31      | 0      |
| England       | England       | England        | League    | League    | FA Cup          | FA Cup          | Europe      | Europe      | Other   | Other  | Total   | Total  |
| 2010–11       | Liverpool     | Premier League | 12        | 0         | 0               | 0               | 9           | 0           | –       | –      | 21      | 0      |
| France        | France        | France         | League    | League    | Coupe de France | Coupe de France | Europe      | Europe      | Other   | Other  | Total   | Total  |
| 2011–12       | Evian         | Ligue 1        | 24        | 0         | 0               | 0               | –           | –           | –       | –      | 24      | 0      |
| Netherlands   | Netherlands   | Netherlands    | League    | League    | KNVB Beker      | KNVB Beker      | Europe      | Europe      | Other2  | Other2 | Total   | Total  |
| 2012–13       | Ajax          | Eredivisie     | 25        | 0         | 3               | 0               | 6           | 0           | 0       | 0      | 34      | 0      |
| 2013–14       | Ajax          | Eredivisie     | 14        | 0         | 3               | 0               | 6           | 0           | 0       | 0      | 23      | 0      |
| Totals        | Denmark       | Denmark        | 45        | 10        | 0               | 0               | 3           | 0           | –       | –      | 48      | 10     |
| Totals        | Germany       | Germany        | 111       | 3         | 12              | 1               | 35          | 2           | 4       | 0      | 166     | 6      |
| Totals        | Spain         | Spain          | 62        | 4         | 2               | 0               | 26          | 1           | 1       | 0      | 91      | 5      |
| Totals        | Italy         | Italy          | 48        | 1         | 0               | 0               | 9           | 0           | –       | –      | 57      | 1      |
| Totals        | England       | England        | 12        | 0         | 0               | 0               | 9           | 0           | –       | –      | 21      | 0      |
| Totals        | France        | France         | 24        | 0         | 0               | 0               | –           | –           | –       | –      | 24      | 0      |
| Totals        | Netherlands   | Netherlands    | 39        | 0         | 6               | 0               | 12          | 0           | 0       | 0      | 57      | 0      |
| Career totals | Career totals | Career totals  | 341       | 18        | 20              | 1               | 94          | 3           | 5       | 0      | 460     | 22     |

Statistics accurate as of last match played on 12 mai 2013.
1 Includes UEFA Champions League and UEFA Europa League matches.
2 Includes the Johan Cruijff Shield and Eredivisie playoffs matches.

### Goluri internationale
| #  | Data               | Stadion                         | Oponent       | Scor | Rezultat | Competiția                                             |
| -- | ------------------ | ------------------------------- | ------------- | ---- | -------- | ------------------------------------------------------ |
| 1. | 26 martie 2005     | Parken Stadium, Copenhaga       | Kazahstan     | 2–0  | 3–0      | Calificările pentru Campionatul Mondial de Fotbal 2006 |
| 2. | 7 septembrie 2005  | Parken Stadium, Copenhaga       | Georgia       | 2–0  | 6–1      | Calificările pentru Campionatul Mondial de Fotbal 2006 |
| 3. | 29 mai 2008        | Philips Stadion, Eindhoven      | Țările de Jos | 1–1  | 1–1      | Meci amical                                            |
| 4. | 10 septembrie 2008 | Estádio José Alvalade, Lisabona | Portugalia    | 2–2  | 3–2      | Calificările pentru Campionatul Mondial de Fotbal 2010 |
| 5. | 1 aprilie 2009     | Parken Stadium, Copenhaga       | Albania       | 3–0  | 3–0      | Calificările pentru Campionatul Mondial de Fotbal 2010 |
| 6. | 27 mai 2010        | Nordjyske Arena, Aalborg        | Senegal       | 1–0  | 2–0      | Meci amical                                            |

## Palmares

### Club
F.C. Copenhaga
- Superliga Daneză: 2000–01

Schalke 04
- DFB Ligapokal: 2005

Sevilla
- Copa del Rey: 2007
- Cupa UEFA: 2007
- Supercupa Europei: 2006
- Supercopa de España: 2007

Ajax
- Eredivisie: 2012–13
- Johan Cruijff Shield (1): 2013

### Individual
- Fotbalistul danez al anului: 2005, 2006
- Tânărul fotbalist danez al anului: 2001